# Ким, Александр Киирович
Алекса́ндр Кии́рович Ким (21 июля 1945 года, село Взморье, Долинский район, Сахалинская область) — советский и российский учёный, специалист в области разработки вычислительной техники, кандидат технических наук.
Организатор разработок и производства высокопроизводительных вычислительных комплексов на основе отечественных микропроцессоров архитектурной линии «Эльбрус» для работы в сферах с повышенными требованиями к информационной безопасности — в оборонных системах, телекоммуникациях, промышленности, здравоохранении и образовании. Автор более 75 научных публикаций.
Лауреат Государственной премии СССР.

## Биография
После окончания в 1968 году факультета кибернетики Московского инженерно-физического института (с 2009 года — Национальный исследовательский ядерный университет «МИФИ») был направлен работать на Загорский электромеханический завод (ЗЭМЗ).
Участвовал в производстве технических средств для систем противоракетной обороны (ПРО). Совместно с сотрудниками лаборатории В. В. Бардижа ИТМ и ВТ АН СССР в начале 1970-х годов участвовал в работах по внедрению и совершенствованию на ЗЭМЗ технологии изготовления и контроля тонкопленочных запоминающих элементов.
Новый этап в биографии А. К. Кима открылся с переходом в 1973 году на работу в ИТМиВТ. Накопленный им к этому времени опыт производственной и конструкторской деятельности, трудолюбие и активная жизненная позиция способствовали полноправному вхождению в коллектив разработчиков компьютеров. В 1980 году во время государственных испытаний «неутомимый» Александр Ким уже отвечал за диагностику и устранение неисправностей МВК «Эльбрус-1».
Член объединенного научно-технического совета при ЦНПО «Вымпел», главный конструктор ЭВМ для систем ракетно-космической обороны (РКО) В. С. Бурцев отмечал, что необходимость решения научно-технических проблем ПРО оказала важное влияние на развитие в СССР вычислительной техники, имея в виду архитектурные и системотехнические решения разрабатываемые для этих целей супер ЭВМ. МВК «Эльбрус-1», архитектура и системное ПО которого обеспечивали возможность работы в многопроцессорном режиме на общую память, был включён в состав комплекса контроля космического пространства «Окно».
Многомашинные комплексы «Эльбрус-1», а затем — «Эльбрус-2» были установлены в Центре контроля космического пространства и Специальном вычислительном центре Министерства обороны (впоследствии 45-й СНИИ МО) для моделирования процессов и проведения вычислительных работ.
На базе МВК «Эльбрус-2» был разработан командно-вычислительный пункт системы ПРО А-135.
… В ходе работ по созданию систем ПРО выросли «ассы этого сложного дела, такие как А. Е. Колесса, А. К. Ким, В. Н. Лагуткин и другие…»
Начальник СКБ-1 НТЦ ЦНПО «Вымпел», головной организации по системам предупреждения о ракетном нападении (СПРН) и системам контроля космического пространства (СККП), В. Г. Репин писал, что в ходе реализации сложных и ответственных проектов из энтузиастов дела сформировались «ассы» — высококлассные профессионалы и будущие организаторы разработок.
С 1992 года А. К. Ким — один из учредителей и генеральный директор АО МЦСТ, руководитель разработки и организации производства семейства отечественных микропроцессоров МЦСТ-R и вычислительных комплексов Эльбрус на их основе, в том числе, технологических комплексов для создания систем ракетно-космической обороны (РКО) страны.
По мнению А. К. Кима, в области информационных технологий полагаться только на продукцию международных корпораций невозможно в сферах, определяющих высокий статус страны:

Прежде всего, речь идёт о системах вооружения. Но важное значение для безопасности страны имеет также использование отечественных микропроцессоров в системах, управляющих объектами базовых отраслей индустрии, таких как железнодорожный транспорт, энергосистемы, разведка и добыча углеводородного сырья.

Главными областями применения платформы Эльбрус являются сферы с особыми требованиями к доверенности архитектуры, её повышенной защищённости и высокими рисками использования импортных компонентов.
С момента зарождения вычислительной техники в нашей стране проектирование её высокопроизводительных средств рассматривалось как одна из важнейших целей отечественной науки и технологии. С 90-х годов прошлого века она была связана с принципиально новым условием – необходимостью выполнения новых разработок на базе российских микропроцессоров, соблюсти которое особенно сложно, когда предполагается создание универсальных вычислительных комплексов, ориентированных на решение сложных задач с большим объёмом данных.
В настоящее время всего в нескольких странах проектируют компьютеры на микропроцессорах собственной разработки – это США, Англия, Япония и Китай. С точки зрения национальных интересов очень важно, чтобы Россия была в их числе.
А. К. Ким убеждённый сторонник решения проблемы информационной безопасности на основе фундаментальных разработок в области создания полноценных отечественных технологий — «вплоть до топологии элементов на уровне транзисторов». Комментируя выпуск отечественных материнских плат с микропроцессором Эльбрус-2СМ, А. К. Ким отмечал:

Процессор Эльбрус-2СМ — полностью российский продукт, в котором система команд, архитектура процессора, электрическая схема, сложные функциональные блоки и вся топология спроектированы в России, и основаны на российской интеллектуальной собственности.

По его мнению использование линейки микропроцессоров «Эльбрус» для задач отечественной противоракетной и противовоздушной обороны, криптографии и других специфических проблем потребовало планировать разработки в соответствии с Законом Мура с тем, чтобы каждые два года удваивать число транзисторов на кристалле.
Примерами важных проектов в сфере оборонного комплекса, использующих микропроцессоры семейства МЦСТ-R, являются системы управления комплексами противовоздушной обороны С-300 и С-400, экспортируемых, в том числе, и за рубеж.
В марте 2015 года между ОАО «Российские космические системы» и ЗАО «МЦСТ» была достигнута договорённость о разработке и поставке отечественных вычислительных комплексов и программного обеспечения для наземной информационной инфраструктуры и микроэлектроники для космического приборостроения.
С 2006 года А. К. Ким одновременно является генеральным директором ПАО «ИНЭУМ им. И. С. Брука». С 2011 года входит в состав секции «Микроэлектроника» научно-технического координационного Совета Минпромторга РФ по реализации федеральных программ создания электронной компонентной базы и радиоэлектроники для различных применений.
Автор многочисленных научных публикаций и патентов.
С 2014 года — член редакционного совета журнала «Электронная техника. Серия 3. Микроэлектроника».
В 2014 году в юбилейном издании «Санкт-Петербург в 150-летней истории переселения корейцев в Россию» имя разработчика российских компьютеров Александра Киировича Кима названо в числе наиболее известных корейцев, внёсших свой вклад в развитие современной России.
29 сентября 2015 года А. К. Ким принимал участие в совещании по вопросу развития рынка микроэлектроники, открывая которое президент РФ В. В. Путин отметил, что способность разрабатывать и производить такую технически сложную продукцию для разных отраслей экономики и гарантий обороноспособности «важный показатель научной и технологической самостоятельности, независимости любого государства».

Посмотреть видео с совещания 29 сентября 2015 года

По версии журнала CNews выпуск отечественных персональных компьютеров на базе российских процессоров «Эльбрус-4С» вошёл в Топ-10 наиболее значимых событий 2015 года, имеющих значение для российской ИТ-отрасли.

Наука и технологии с Сергеем Гаричевым - Александр Ким
По мнению министра связи и массовых коммуникаций РФ Н. А. Никифорова «уникальная российская разработка» — процессор Эльбрус — «яркий пример сильной, советской ещё, научной школы».
Указом Президента Российской Федерации от 28.07.2016 г. № 359 «за большой вклад в разработку и создание новой специальной техники, укрепление обороноспособности страны и многолетнюю добросовестную работу» генеральный директор публичного акционерного общества "Институт электронных управляющих машин имени И. С. Брука" Александр Киирович Ким награждён медалью ордена «За заслуги перед Отечеством» II степени .
Анализируя тенденции развития информационных технологий, А. К. Ким отмечал, что важнейшим фактором дальнейшего успеха отечественной вычислительной платформы является социально-техническая концепция экосистемы программного обеспечения, ориентированная на широкий набор доступного системного и прикладного ПО и на формирование кадрового потенциала российских программистов, знающих особенности разработанных процессоров.

А. К. Ким прокомментировал принятую «Стратегию развития электронной промышленности России до 2030 года» // «Эксперт», 2020. - №39 (1177)

...Сейчас разворачиваются мероприятия, направленные на разработку микропроцессорной техники в трех областях: специализированные процессоры для задач искусственного интеллекта, специализированные процессоры для телекоммуникационного оборудования и универсальные процессоры, разработкой которых мы и занимаемся. 

Создание этих трех классов микропроцессоров даст возможность строить в стране собственные современные информационные системы для хранения больших объемов данных, их передачи в центры обработки данных и их обработку при помощи самообучающихся технологий ИИ для распознавания образов, быстрой аналитики — то, что называется big data.

Член программного комитета ежегодной международной конференции, проводимой с целью координации усилий учёных разных стран для практического использования конвергентных когнитивно-информационных технологий в научно-производственной сфере и подготовке специалистов.
Спикер стартовавшего в 2020 году всероссийского образовательного проекта «Цифровая журналистика». Тема лекции — «История развития аппаратного обеспечения. Причины российского отставания и возможные пути исправления проблемы аппаратной зависимости».
Сейчас крайне важно предпринять все необходимые усилия для укрепления нашего технологического суверенитета. Это одно из самых главных условий поступательного развития нашей страны и сохранения наших лидирующих позиций на глобальных рынках.
Важнейшим направлением здесь является электроника. Об этом много говорят, в том числе в средствах массовой информации. Это означает, что сейчас нужно активнее развивать собственное профильное электронное машиностроение, производство технологического, вспомогательного оборудования, компонентов, в том числе через стимулирование спроса на микроэлектронную продукцию.
25 марта 2020 года А. К. Ким участвовал в совещании Правительства РФ по развитию электронной промышленности и дополнительным мерам поддержки отрасли. В декабре 2021 года А. К. Ким раскритиковал проект Минпромторга частично ослабить ограничения по использованию иностранных процессоров в критической информационной инфраструктуре ряда стратегически важных отраслей РФ. По его мнению принятие таких предложений напрямую противоречили бы целям обеспечения национальной безопасности России и намеченным планам внедрения отечественных платформ.
Семья: жена, две дочери. Хобби — спорт (кандидат в мастера спорта по самбо, горные лыжи), садоводство.

## Награды
- 1982 — Орден Дружбы народов;
- 1987 — Государственная премия СССР;
- 1997 — Медаль «В память 850-летия Москвы»;
- 2002 — Орден Почёта[~ 2].
- 2016 — Медаль ордена «За заслуги перед Отечеством» II степени.

## Публикации
• Ким А. К., Волконский В. Ю. Семейство микропроцессоров «Эльбрус» // Встраиваемые системы, № 4, 2009. — С. 42—46 Архивная копия от 29 сентября 2018 на Wayback Machine

• Ким А. К., Фельдман В. М. СуперЭВМ на основе архитектурной платформы «Эльбрус» — //ЭЛЕКТРОНИКА: НТБ — М.: 2009, № 2, сс. 74—80

• Ким А. К. и др. Архитектура, программное обеспечение и области применения компьютеров серии «Эльбрус» // Прикладная информатика № 6 (29), 2010

• Ким А. К., Перекатов В. И., Ермаков С. Г. Микропроцессоры и вычислительные комплексы семейства «Эльбрус» — СПб.: Питер, 2013. — 272 с. ISBN 978-5-459-01697-0

• Ким А. К. и др. Российские технологии «Эльбрус» для персональных компьютеров, серверов и суперкомпьютеров // Современные информационные технологии и ИТ-образование, № 10, 2014 Архивная копия от 1 июня 2019 на Wayback Machine

• Ким А. К., Сутормин А. Г. Импортозамещение информационных технологий для отечественного здравоохранения. Какой путь выбрать: привычный или правильный? // XV Всероссийская конференция "Информационные технологии в медицине-2014 Архивная копия от 22 мая 2016 на Wayback Machine

• Ким А. К. и др. Комплекс программных средств антивирусной защиты компьютерных систем, функционирующих под управлением ОС семейства ЭЛЬБРУС // REDS: Телекоммуникационные устройства и системы. Том: 5 №: 3, 2015 Архивная копия от 30 мая 2019 на Wayback Machine 

• Ким А. К., Перекатов В. И., Фельдман В. М. Центры обработки данных на базе серверов «Эльбрус» // Вопросы радиоэлектроники, 2017. — № 3. — С. 6—12 Архивная копия от 21 августа 2018 на Wayback Machine

• Ким А. К., Перекатов В. И., Фельдман В. М. На пути к российской экзасистеме: планы разработчиков
аппаратно-программной платформы «Эльбрус» по созданию суперкомпьютера экзафлопсной производительности //
Вопросы радиоэлектроники, 2018. — № 2. — С. 6-13

• Прохоров Н. Л., Ким А. К., Егоров Г. А. 60 лет в отечественной вычислительной технике — // Приборы, 2018. — № 8 (218). — С. 1-7

## Комментарии
1. ↑  АО МЦСТ (ранее ЗАО МЦСТ) учреждено с участием ОАО «Институт точной механики и вычислительной техники имени С. А. Лебедева РАН» и ОАО «НИИ супер ЭВМ»
2. ↑  Указ Президента РФ от 19 декабря 2002 г. N 1428 «О награждении государственными наградами Российской Федерации» Архивная копия от 6 марта 2019 на Wayback Machine.